# Кам-Ключ
Кам-Ключ (баш. Кам-Ключ) — деревня в Бураевском районе Республики Башкортостан Российской Федерации. Входит в состав Тепляковского сельсовета. 

## География

### Географическое положение
Расстояние до:
- районного центра (Бураево): 29 км,
- центра сельсовета (Тепляки): 3 км,
- ближайшей ж/д станции (Янаул): 97 км.

## Население
| 2002 | 2009 | 2010 |
| ---- | ---- | ---- |
| 14   | ↘12  | ↘4   |

Согласно переписи 2002 года, преобладающая национальность — русские (79 %).